# Ars Electronica Center
Музей современного искусства «Ars Electronica Center» (центр «Арс Электроника»; нем. Ars Electronica Center, AEC) — художественный музей в районе Урфар (Urfahr) австрийского города Линц, основанный в 1996 году и известный также как «Музей будущего» (нем. Museum der Zukunft); музей специализируется на компьютерном и медиа-искусстве: посетители имеют возможность взаимодействовать с инсталляциями и экспонатами; является соорганизатором международного конкурса в области компьютерных искусств «Prix Ars Electronica»; после расширения 2008—2009 годов имеет общую выставочную площадь в 6500 м².

## История и описание

### Создание
История музея современного искусства «Ars Electronica Center» в городе Линц началась в сентябре 1979 года, когда в столице земли Верхняя Австрия прошёл первый одноимённый фестиваль. Первое здание для постоянного экспонирования «техно-художественных» предметов появилось в 1996 году. Музей Ars Electronica Center ставит себе целью «рассмотреть и переплести» различные направления искусства, науки и техники — например, биотехнологию и генную инженерию, нейронауки, робототехнику, протезирование и медиа-арт. Все музейные выставки посвящены вопросу о том, какими способами люди могут взаимодействовать с окружающей средой — экспозиции предлагать разные перспективы на данный вопрос. Посетители имеют возможность взаимодействовать с инсталляциями и экспонатами, тем самым участвуя во временных выставках.
В рамках проекта «Deep Space 8K» центр предлагает погружение в виртуальный мир — с использованием системы проекций на стены (16 на 9 метров каждая; 4 проектора весом по 68 кг) и пол, лазерное отслеживание и трехмерную анимацию. С августа 2015 года изображения различных «миров» — например, из области медицины, геологии или астрономии — проецируются в разрешении 8K (скорость передачи данных составляет 23 гигабайта в секунду). Предшественником проекта являлась кубическая «Пещера» (CAVE), имевшая размер 3 на 3 на 3 метра — что в те годы было новинкой в области трехмерной визуализации; предполагалось, что инсталляция создаст у посетителей ощущение, что они не просто смотрят художественную работы, но погружаются в неё — взаимодействуют с ней. Экскурсии и семинары, а также и программы для школьных классов дополняют экспозиции; в 2015 году в AEC была создана детская исследовательская лаборатория, предназначенная для детей от 4 до 8 лет.
В дополнение к музею, в AEC существует и лаборатория «Futurelab» (лаборатория будущего); художественная мастерская и лаборатория для исследований в области искусства также являются частью музея. С 1996 года музей проводит исследования на стыке искусства, технологий и общественных наук; в частности «Futurelab» имеет дело с искусственным интеллектом, робототехникой, медиа-архитектурой, интерактивными технологиями и новыми формами эстетического самовыражениями.
Раз в год центр вручает премию «Прикс Арс Электроника» (Prix Ars Electronica) в области компьютерного искусства. В 1999 году AEC учредил премию Марианны фон Виллемер (Marianne-von-Willemer-Preis) — совместно с администрацией города Линц и телеканалом ORF. Ежегодный фестиваль «Ars Electronica», который проводится с 1979 года, является одним их ключевых событий в мире в области цифрового искусства; в его рамках рассматриваются современные тенденции и долгосрочные перспективы развития — выставляются художественных произведений, проходят дискуссионные форумы и ведётся научная работа.

### Расширение
Как часть программы «Линц — культурная столица Европы 2009» (Linz 2009 — Kulturhauptstadt Europas), музейное здание было перестроено за сумму около 30 миллионов евро; Ars Electronica Center вновь открылся на рубеже 2008—2009 годов. С тех пор он имеет общую площадь в 6500 м² — перестройка и расширение здания было проведено по проекту архитектурного бюро «Treusch architecture ZT GmbH», после открытого конкурса, объявленного городской администрацией. В дополнение к предыдущему зданию, был построен второй многоэтажный корпус — весь ансамбль был покрыт стеклянным фасадом, который ночью превращается в световую скульптуру, создающуюся благодаря 40 000 светодиодов (красного, зеленого, синего и белого цвета). Кроме того, площадка перед входом в музей была оборудована сидячими местами.
В 1998 году центр получил музейный приз Австрии (Österreichischer Museumspreis) за проект «Музей будущего». 1 мая 2011 года австрийская почтовая служба выпустила специальную марку с видом музея — в рамках коллекционной серии «Kunsthäuser». В 2015 году число посетителей AEC составило 171 800 человек, что было на 8,4 % больше, чем в предыдущем: увеличение интереса СМИ связывали с презентациями в рамках проекта «Deep Space 8K». Кафе и ресторан «Cubus», расположенный в здании, по вечерам становится баром, из окон которого открывается вид на Дунай и панорамный вид на сам город Линц.